# Nat Militzok
Nathan Militzok, detto Nat (New York, 3 maggio 1923 – Las Vegas, 14 maggio 2009), è stato un cestista statunitense, professionista nella BAA e nella ABL.

## Carriera

### College
Dopo aver frequentato la Stuyvesant High School, cominciò la carriera collegiale al City College of New York, dove giocò nella squadra dei freshmen.
Si trasferì alla Hofstra University per le successive due stagioni, e alla prima di entrare nell'esercito durante la Seconda guerra mondiale. Si aggiunse poi alla squadra della Cornell University, dove disputò la stagione successiva.

### BAA e ABL
Diventò professionista nel 1946, dopo la fine della guerra, nella neonata BAA, dove giocò 36 partite nei New York Knicks e 21 nei Toronto Huskies nella sua unica stagione, realizzando 4,3 punti di media.
Disputò quella che è considerata la prima partita dell'odierna NBA, e a lui è accreditato il primo assist della storia della lega.
Lasciò la BAA nel 1947 e nel 1948 si trasferì nella ABL dove giocò quattro stagioni, principalmente negli Scranton Miners, con cui vinse il campionato nel 1950 e nel 1951.
Si ritirò nel 1952, dopo una parentesi nei Saratoga Harlem Yankees.

## Palmarès
- 2 volte campione ABL (1950, 1951)